# More (Pulp album)
More è l'ottavo album in studio del gruppo rock inglese Pulp. L'album è stato pubblicato il 6 giugno 2025 dalla Rough Trade Records ed è stato prodotto da James Ford.
È il primo album in studio della band in 24 anni dopo We Love Life (2001) ed è il loro primo album da Freaks (1987) senza il bassista Steve Mackey, scomparso nel 2023.

## Promozione
Il singolo principale, Spike Island, è stato pubblicato il 10 aprile 2025, accompagnato da un video musicale.

## Accoglienza
Su Metacritic, che assegna un punteggio normalizzato su 100 alle recensioni dei critici mainstream, l'album ha ricevuto un punteggio medio di 86, basato su 17 recensioni, che indica "un plauso universale".

## Tracce
1. Spike Island – 4:42 (Adam Betts)
2. Tina – 3:32 (Betts)
3. Grown Ups – 5:56 (Steve Mackey)
4. Slow Jam – 5:06 (Serafina Steer)
5. Farmers Market – 4:30
6. My Sex – 4:25 (Betts)
7. Got to Have Love – 4:52 (Betts, Nick Ingman, Mackey)
8. Background Noise – 3:41
9. Partial Eclipse – 4:38 (Steer)
10. The Hymn of the North (featuring Chilly Gonzales) – 5:40 (Betts)
11. A Sunset – 3:14 (The Earth, Richard Hawley)